# Windom, Minnesota
Windom là một thành phố thuộc quận Cottonwood, tiểu bang Minnesota, Hoa Kỳ. Năm 2010, dân số của thành phố này là 4646 người.

## Dân số
- Dân số năm 2000: 4490 người.
- Dân số năm 2010: 4646 người.